# Ommatius madagascariensis
Ommatius madagascariensis là một loài ruồi trong họ Asilidae. Ommatius madagascariensis được Macquart miêu tả năm 1838.